# Michel Dugast Rouillé
Michel Dugast Rouillé (Nantes, 9 de junio de 1919 – Saint-Nazaire, 14 de junio de 1987) fue un médico, genealogista e historiador francés; especialista del siglo XVIII, Austria y la nobleza francesa y autor de más de una decenas de libros, algunos de los cuales han sido traducidos al español, italiano y alemán.
En la década 1970, publicó una obra monumental en cuatro volúmenes sobre la nobleza francesa, Le Nobiliaire de France. Como estudioso de Austria, escribió numerosos libros sobre la Casa de Habsburgo y la historia de Europa en general y, en 1991, publicó la primera biografía en francés de Carlos I de Habsburgo, que en 2005 fue traducido al español bajo el título de Carlos de Habsburgo: el primer emperador.

## Biografía

### El médico
Nacido en Bretaña, Michel Dugast Rouillé hizo sus estudios en La Roche-sur-Yon y Nantes, y continuó en la Facultad de Medicina de París y en el Instituto de Estudios Políticos de París (sección de Relaciones Internacionales). En 1952, publicó su tesis de medicina (1951) sobre la morfología facial (traducido al alemán en 1956) y se especializa en temas de nutrición, sexología y la estética, en que publicó varios libros en los años siguientes. Fue profesor en el Instituto Superior de la Alimentación de París desde 1951 hasta 1971.
En 1986, publicó un libro sobre el legado de Freud, La Psychanalyse devant la morale et la religión [El psicoanálisis frente a la moral y la religión], en el que Dugast Rouillé presenta argumentos en contra de la psicoanálisis después de su prefacio, el psiquiatra francés Henri Baruk.

### La colección delNobiliaire de France [Nobiliario de Francia]
Desde 1960, el doctor Dugast Rouillé dedica una parte significativa de su tiempo a su obra del Nobiliario de Francia que lista los nombres, con citaciones y datos precisos, de los cuatro mil nobles verdaderos de Francia. Dugast Rouillé ha empleado catorce años a reunir la documentación y las pruebas necesarias para la publicación de la primera edición (en 1972-1973), no sin dificultad. Ciertas familias, sin nobleza, le han dirigido cartas injuriosas e incluso amenazas.
En 1975-1976, publicó una segunda edición corregida y tres años después la segunda parte de su obra, lo que llama la segunda nobleza, que lista las quince mil familias que no tienen pruebas de su nobleza.

### El historiador y Austria
Apasionado por la historia desde sus años en París, Michel Dugast Rouillé fue miembro de la Société française d'héraldique et de sigillographie (Sociedad francesa de heráldica y sigilografía) y de la Société des études historiques (Sociedad de los estudios históricos). En 1955, publicó Les Grands mariages des Habsbourg (Los Grandes matrimonios de los Habsburgos), prologado por S.A.R. el príncipe Javier de Borbón-Parma: obra a la vez histórica, genealógica y heráldica, ella cuenta las esponsales y los matrimonios de los grandes emperadores de Occidente, y presenta la genealogía completa de la familia de los Habsburgos desde el año 550 y el linaje de cada emperador. 
Este libro fue el comienzo de una larga serie sobre Austria y la historia de Europa. Más tarde en 1985, el doctor Dugast Rouillé publicó un libro tratando del Crimen de Mayerling en el que se presenta y detalle la versión que apunta a un asesinato de Rodolfo de Habsburgo, hijo del emperador Francisco José I y de la emperatriz Elizabeth (Sissi), por las potencias extranjeras al Imperio Austrohúngaro.
Al final de su vida, trabajó en la biografía de Carlos I de Habsburgo, publicado póstumamente por primera vez en francés. Fue traducido al español y publicado en España en 2005 bajo el título de Carlos de Habsburgo: el último emperador y prologado por el Archiduque Rodolfo de Austria. Michel Dugast Rouillé falleció en 1987 antes de ver la publicación de estas obras.

## Obras

### Traducidas al español
- Guía práctica de la mujer encinta: embarazo tranquilo, maternidad feliz, un niño sano (1957), Buenos Aires, Editorial Víctor Leru.
- Carlos de Habsburgo: el último emperador (prólogo del Archiduque Rodolfo de Austria) (2005), traducción Mercedes Villar Ponz, Madrid, Ediciones Palabra (ISBN 84-8239-900-4).

### Traducidas al italiano
- Fisiologia dell'atto sessuale (1971), traduzione a cura di M. Marinelli, Torino, Borla (BNCF, Inventorio n°CF990127481).

### Traducidas al alemán
- Gesicht und Psyche : Ihre Zusammenhänge in anatomischer, psychologischer und psychotherapeutischer Darstellung (1956), München, J.F. Lehmanns Verlag (DNB, Info n°451014901).

### En francés
- La Faculté de médecine de Vienne à travers l’histoire, Dr. M. Dugast Rouillé.
- Concordances de la prosopologie et myopsychothérapie faciale (1951), París, G. Doin & Cie. Éditeurs.
- Morphologie. Prosopologie et myopsychothérapie faciale (1952), París, G. Doin & Cie. Éditeurs.
- Catholicisme et sexualité (1953), París, Éditions du Levain.
- Physiologie de l’acte sexuel. Étude médicale sur la 'reservata' (1953), París, Institut de sexologie familiale.
- Les Grands mariages des Habsbourg (prefacio S.A.R. el príncipe Javier de Borbón) (1955), con la colaboración de Hubert Cuny y Hervé Pinoteau, París, Saffroy.
- Grossesse sans trouble, maternité heureuse, un beau bébé. Guide pratique de la femme enceinte (1956), París, Institut de sexologie familiale.
- L’homme a-t-il un âge critique ? (1959), París, Éditions du Levain.[5]
- La femme de 40 ans (1959), París, Éditions du Levain.[5]
- Physiologie de l’acte sexuel (Nouvelle édition augmentée et entièrement remaniée) (1959), segunda edición, París, Éditions du Levain.
- Histoire de l'Europe en tableaux de l'an 1 à 1960 (1960), París.
- Pointes et paradoxes (1963), Guérande, Michel Dugast Rouillé.
- Toujours belle, la ménopause facile (1965), París, Éditions du Levain.
- Les Maisons souveraines de l'Autriche. Babenberg, Habsbourg, (Habsbourg d'Espagne), Habsbourg-Lorraine, (Lorraine) (1967), Lyon, Dr. M. Dugast Rouillé.
- Cosi fan tutte (1967), Alicante, Michel Dugast Rouillé.
- Légendes et histoires fantastiques de ma Bretagne (1970), París, Dugast Rouillé.
- Le Nobiliaire de France, Tome I [A-K] (1972),[6] Nantes, Dr. M. Dugast Rouillé.
- Le Nobiliaire de France, Tome II [L-Z] (1973),[6] Nantes, Dr. M. Dugast Rouillé.
- Le Nobiliaire de France, Tome I [A-K] (1975),[7] segunda edición, Nantes, Dr. M. Dugast Rouillé.
- Le Nobiliaire de France, Tome II [L-Z] (1976),[7] segunda edición, Nantes, M. Dugast Rouillé.
- Les Notables ou la "Seconde noblesse", Tome III [A-K] (1978),[8] segunda edición, Nantes, Dr. M. Dugast Rouillé.
- Les Notables ou la "Seconde noblesse", Tome IV [L-Z] (1979),[8] segunda edición, Nantes, Dr. M. Dugast Rouillé.
- La Psychanalyse devant la morale et la religion (1980), Montsûrs, Éditions Résiac (ISBN 2-902.851-03-0).
- Le Nobiliaire de France et les Notables, Addenda et Errata (1981), Nantes, Dr. Dugast Rouillé.
- L'Ombre de Clémenceau à Mayerling (1985), Saint-Herblain, CID Éditions (ISBN 2-904-633-07-3).
- Descendance, ascendance de Charles et Zita de Habsbourg : empereur et impératrice d'Autriche (1985), Saint-Herblain, CID Éditions (ISBN 2-904-633-11-1).
- La Psychanalyse devant la morale et la religion (1986), segunda edición, Montsûrs, Éditions Résiac (ISBN 2-85.268-001-7).
- Les 32 quartiers de Louis XVII (1987), Saint-Herblain, CID Éditions.
- Charles de Habsbourg : le dernier empereur 1887-1922 (prefacio Pierre Chaunu) (1991), París – Louvain-la-Neuve, Éditions Duculot (ISBN 2-8011-0950-9).
- Charles de Habsbourg : le dernier empereur (2003), 2e édition, Bruxelles, Éditions Racine (ISBN 2-87386-290-4).

### Colaboraciones (en francés)
- Encyclopédie généalogique des maisons souveraines du monde. Lignées souveraines (1959-1966), Dr. Gaston Sirjean, París, Éd. Sirjean.
- Les seize quartiers généalogiques des Capétiens (1965), Jean-Dominique de Joannis, Lyon, Sauvegarde historique.
- L’Auguste Maison de Lorraine (1966), Jean de Pange y Otón de Habsburgo, Lyon, Éditions Dugast Rouillé.
- Le Grand Blottereau (1985), Anne-Claire Déré, Nantes, Association pour la sauvegarde et la restauration du Grand-Blottereau.[9]